# El Intermedio
El intermedio (« L'intermédiaire » ou « L'intermède » en espagnol) est une émission de télévision produite par Globomedia et diffusée par le canal télévisé espagnol laSexta, qui propose un traitement humoristique de l'actualité combinant reportages journalistiques classiques et sketches réalisés avec trucage. Le programme est présenté par El Gran Wyoming, entouré de divers collaborateurs, comme actuellement Sandra Sabatés, Thais Villas, Andrea Ropero, Cristina Pardo et Dani Mateo.
La première mouture de l'émission est diffusée le 6 mars 2006. Le programme est alors présenté par El Gran Wyoming alors accompagné de Beatriz Montañez, qui est remplacée en décembre 2011 par Sandra Sabatés.